# Autophila gracilis
Autophila gracilis är en fjärilsart som beskrevs av Otto Staudinger 1874. Autophila gracilis ingår i släktet Autophila och familjen nattflyn. Inga underarter finns listade i Catalogue of Life.